# لينا كابور
لينا كابور هي متسابقة ملكة الجمال وعارضة وممثلة هندية، ولدت في 8 أبريل 1994.

## وصلات خارجية
- لينا كابور على موقع IMDb (الإنجليزية)
- لينا كابور على موقع قاعدة بيانات الفيلم (الإنجليزية)